# Dorlis
dorlis（ドーリス、1982年2月23日 - ）は、ジャズ、スウィングを取り入れた女性シンガーソングライター。岡山市出身、血液型はB型SUPALOVE所属。本名は非公表。歌詞はさまざまな恋愛の駆け引きについてのものが多く、しばしば「毒と花が同居する」と評言される。
CD、DVDのジャケットの多くは、イラストレーター「まえだゆか」が描いている。

## 略歴
17歳で高校を中退し、全国をヒッチハイクしながらストリートで歌い始める。ある日、岡山髙島屋の前でストリートライヴを行っていたところ、プロデューサーの松原憲にスカウトされる。
2002年からインディーズで活動する。
2005年1月19日にビクターエンタテインメントから「マリポーサ」でメジャーデビュー。なお、一部の資料では6月29日に「Swingin' street 2」でデビューとなっている。
2008年、rhythm zoneに移籍。

## ディスコグラフィー

### シングル
インディーズ
1. ひとりごとみたいにアイシテタ（2002年12月4日）
2. マーブルの月（2003年4月9日）
3. 24時間世界一周（2003年10月1日）
  - テレビ岩手「APPI SKI 9／story's」テーマ曲
  - PASEO　CMソング
4. 銀色プレゼント（限定販売）（2003年11月5日）
5. 流星のタイムカプセル（2004年6月2日）

メジャー
1. マリポーサ（2005年1月19日）
2. 肌のすきま（2005年5月18日）
  - TBS系ドラマ「汚れた舌」主題歌
3. 太陽のスキャット（2006年4月19日）
  - 安比高原CMソング
4. 市民プールとスケートリンク（2006年11月22日）
5. Swingin' Party 2〜ワクワク♪Jive×Jazz×Jam〜（2007年4月18日）
  - ワクワク♥ぬけがけ大作戦：くずはモールCMソング／FM岐阜4月度パワープレーソング
  - ラブ◎○△▲ダービー：千歳アウトレットモール ReraCMソング
  - dorlisのほかにSOFFet、Jazztronik、須永辰緒、野宮真貴、大西ユカリ、中田ヤスタカ（capsule）、cobaらが参加

### アルバム
1. swingin' street（2004年2月18日）
2. swingin' street 2（2005年6月29日）
3. swingin' party（2005年11月16日）
4. swingin' street 3（2007年6月6日）
5. swingin' singin' playin'（2008年6月25日）
  - 水平線と夕焼けと片想い feat. Likkle Mai
 （weather info. 2008年7月度テーマ）
  - はじまりのリズム
  - 恋のバトルスティック feat. JABBERLOOP
  - 運命のルーレット
  - 市民プール
  - マーブルの月 〜swingin' singin' playin' ver.〜
  - ひとりごとみたいにアイシテタ 〜swingin' singin' playin' ver.〜
  - マリポーサ 〜swingin' singin' playin' ver.〜
6. swingin' street 4（2010年1月27日）

### DVD
1. 毒と花のSwingin' Cinema（2007年6月6日）

## ラジオ

### 放送中(2012/03現在)
- dorlisのひとりごと （FM高知、土曜9:00 - 9:25）
- dorlisのSaturday Night Swing （FM香川、土曜20:00 - 20:30）

### 放送終了
- dorlisのSwingin' Party（bayfm）
- Saturday Night Swing （FM愛媛）
- 百花繚乱 dorlis garden （Radio MOMO）
- dorlisのSwingin' Break （HFM）
- dorlisのVery Berry Swing （FM栃木）